# Luis Moya Salguero
Luis Moya Salguero, nacido en Cochabamba, Bolivia (1966), es un compositor de Música clásica contemporánea y psicólogo titulado en la Universidad Mayor de San Simón de Cochabamba. Realizó estudios de composición con el maestro Alberto Villalpando (Bolivia) y con Zulema de la Cruz (España). La actividad musical le ha permitido publicar tres obras para trío (piano, violín y violonchelo) en la serie Compositores Bolivianos, N.º XXV, “Música para Trío” (2004).
Ha compuesto una serie de obras para música de cámara, piano, coro, orquesta de cámara y orquesta sinfónica. Ha publicado también el libro “Invenciones sobre la sonoridad andina” (2009), que es un estudio patrimonial sobre el pensamiento estético musical de Alberto Villalpando. Ha sido autor del proyecto y gestor de la creación del Programa de Licenciatura en Música en la Facultad de Humanidades y Ciencias de la Educación de la Universidad Mayor de San Simón de Cochabamba (2013-2020).
Actualmente ejerce la docencia en las asignaturas de Armonía II, Seminario de orquestas experimentales e Instrumentación y orquestación en este Programa de Licenciatura en Música. Este proyecto de formación musical superior busca que los jóvenes de la región puedan acceder a la adquisición de habilidades y conocimientos profundos y actualizados del arte musical, para integrar la música a la vida en una perspectiva social.
La mayoría de sus obras orquestales han sido estrenadas por director de orquesta Giovanni Silva Terán en oportunidad de las Jornadas de Música Contemporánea Jornadas de Música Contemporánea que cada año, desde 2005, se desarrollan en la ciudad de Cochabamba. Su obra, "Los ciclos de la luna" (2012) para orquesta sinfónica fue interpretada por la Orquesta Sinfónica Juvenil Teresa Carreño, bajo la interpretación del director y compositor venezolano Alfredo Rugeles (1949), durante el XVIII Festival latinoamericano de Música (https://festivallatinoamericanodemusica.org/el-festival/) (Caracas, octubre de 2014).En 2012 escribe “Apologías”, que es un triple concierto para solistas (Trío Apolo) y orquesta sinfónica; este triple concierto se estrenó junto a la Orquesta Filarmónica de Cochabamba, dirigida por el Mtro. Augusto Guzmán, en septiembre de 2023.
Como psicólogo y docente en la Facultad de Humanidades de la Universidad Mayor de San Simón, desde el año 2001, ha escrito y publicado diversos artículos sobre los temas del psicoanálisis y sobre psicología ambiental. Ha publicado el libro “Diagnostico de necesidades y espacios de investigación en el medio regional en los campos de educación, desarrollo humano y social” (2003), “Ética y subje-tivación de la muerte frente al discurso contemporáneo” (2004), “Psicología, salud y medioambiente” (2006), "Versiones sobre la juventud" (2009) y es coautor de la investigación “Aquí todos somos de todas partes” Narrativas juveniles desde el sud, Territorios e identidades (2009). Es coautor del libro "El desafío de ser joven y vivir en la Zona Sud de Cochabamba, territorios e identidades" (IFHCE, 2013) y Trayectorias y expectativas de los jóvenes del distrito 8 de la Zona Sud (2016). Es autor del libro “Sin privilegios”, Horizonte de la formación musical superior en Cochabamba (Agalma Ed., 2019). 

## Sistema pentacórdico
El año 2023, Luis Moya Salguero ha desarrollado un lenguaje compositivo musical propio denominado "sistema pentacórdico". En su primer desarrollo teórico, este sistema pentacórdico es un sistema tripentáfono, es decir, usa tres escalas pentáfonas partiendo, por ejemplo, de la nota la (1.er pentacordio), luego de la mota mi (2.º pentacordio) y de finalmente de la nota la# (3.er pentacordio) respectivamente. 
La intención principal de este sistema es la generación de acordes, rescatando los principios sonoros de la cultura nativa de la zona andina de Bolivia cuya armonía elemental discurre, por lo general, a través de dos pentacordios paralelos, a una distancia de 4.as justas o 5.as justas, de modo que producen la sonoridad armónica característica de esta región andina, a la cual, a la cual se ha añadido, de manera superpuesta, una 4.ª escala, a una distancia de 4.ª aumentada, de modo que, entre la fundamental y la nota más aguda en estos acordes resultantes se forma una 8.ª aumentada. 

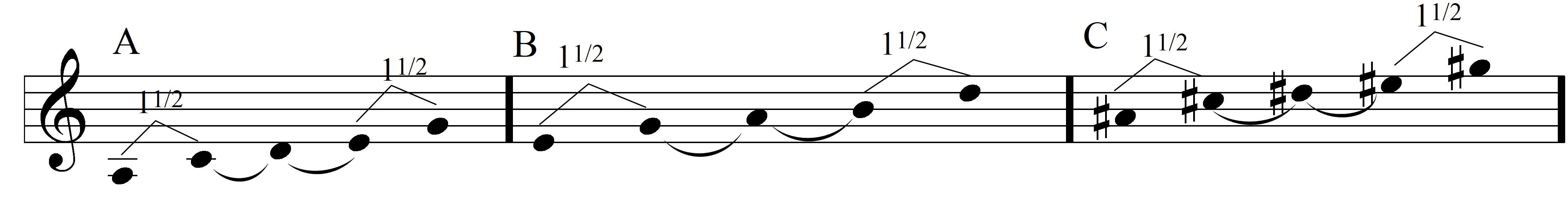
Escalas pentáfonas básicas

Cada una de las series A, B y C pueden generar acordes en sí mismos, pero en su superposición, bajo ciertas reglas, pueden generar un lenguaje armónico más atractivo y actual.
El uso de este sistema  pentacórdico tiene inicialmente una finalidad armónica y melódica y está sustentado, en sus principio sonoros, en los doce sonidos temperados de la escala crómática. La exploración de sus cacordes permite, progresivamente, desarrollar relaciones cada vez más expresivas en la dialéctica entre sus melodías y armonías, lo cual produce a su vez, el desarrollo de las particularidades de este lenguaje sonoro.
Cada pentacordio está construido por las mismas distancias interválicas: 11/2+1+1+11/2, característica que establece la estructura de intervalos que permitirá la generación de acordes tríadas inicialmente, y la sonoridad característica de este sistema, estructura y sonoridad básica desde la cual es posible pensar las subsecuentes variaciones y transformaciones de los acordes.

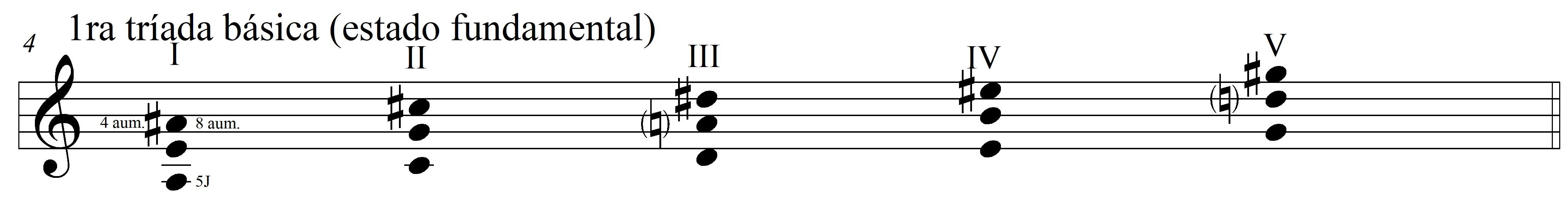
Acordes básicos

Como resultado se tiene 5 acordes tríadas básicos (I, II, III, IV, V), cada uno formado por una 5.ª justa, una 4.ª aum. y una 8.ª aum. Los acordes básicos resultantes de la superposición de los tres 
pentacordios básicos, son inicialmente estos 5 acordes tríadas, a los cuales, luego de aplicar desplazamientos sistemáticos entre sus notas permiten encontrar formas metódicas para construir relaciones articuladas, superpuestas e interdependientes entre los acordes.
Estos acordes básicos pueden relacionarse entre sí bajo ciertas reglas para generar sonoridades armónicas en la que está ausente cualquier posibilidad de acordes mayores o menores. Se entiende que estos primeros 5 acordes básicos están en estado fundamental. Luego, es posible realizar una 1.ª y luego una 2.ª inversión, procedimiento después del cual se producen 10 acordes complementarios: 5 en 1.ª inversión y otros 5 en 2da inversión.[1]

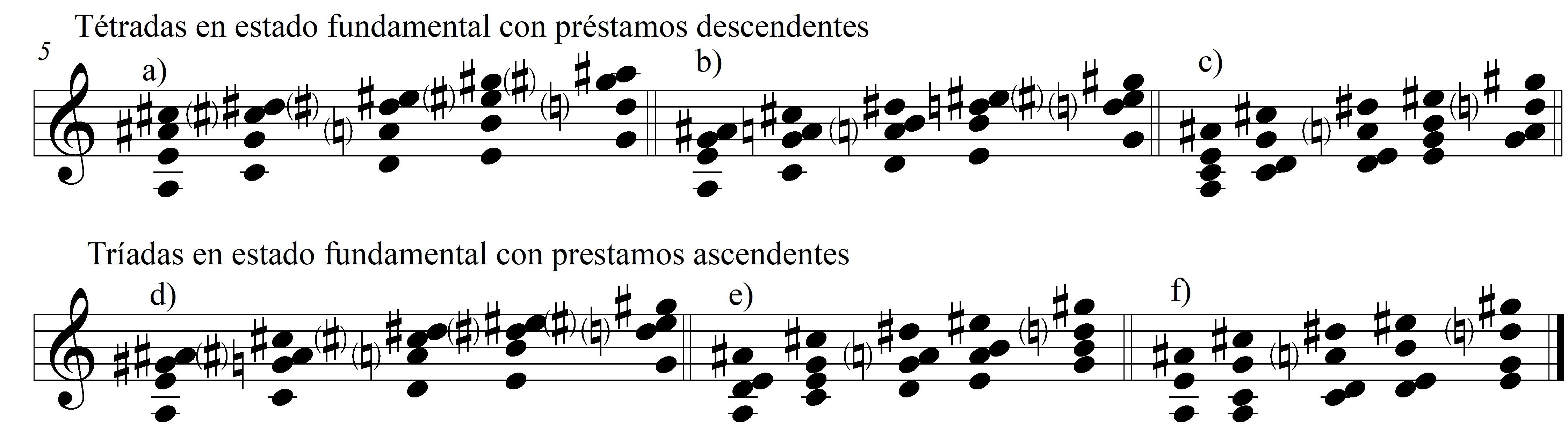
Construcción de acordes tétradas

El desarrollo de estos acordes partiendo del estado fundamental sucede a través de desplazamientos descendentes desde la 8.ª aum. del acorde II hacia el acorde I, de modo que tenemos la, mi, la# y do#; y así sucesivamente.
El procedimiento para la estructuración de nuevos acordes tétradas, partiendo de los 3 acordes básicos tríadas, procede a través de los desplazamientos descendentes y ascendentes de la 8.ª aum., de la 5.ª justa y de la fundamental hacia el acorde vecino anterior o posterior hasta cubrir y construir tétradas en los 5 acordes. De modo que al primer acorde se le suma la 8.ª aum., y así con los siguientes acordes. Luego se realiza el mismo procedimiento con la 5taJ y luego con la fundamental. Se procede del mismo modo, pero ahora de manera ascendente, con la 8.ª aum., la 5.ª justa y luego la fundamental. 

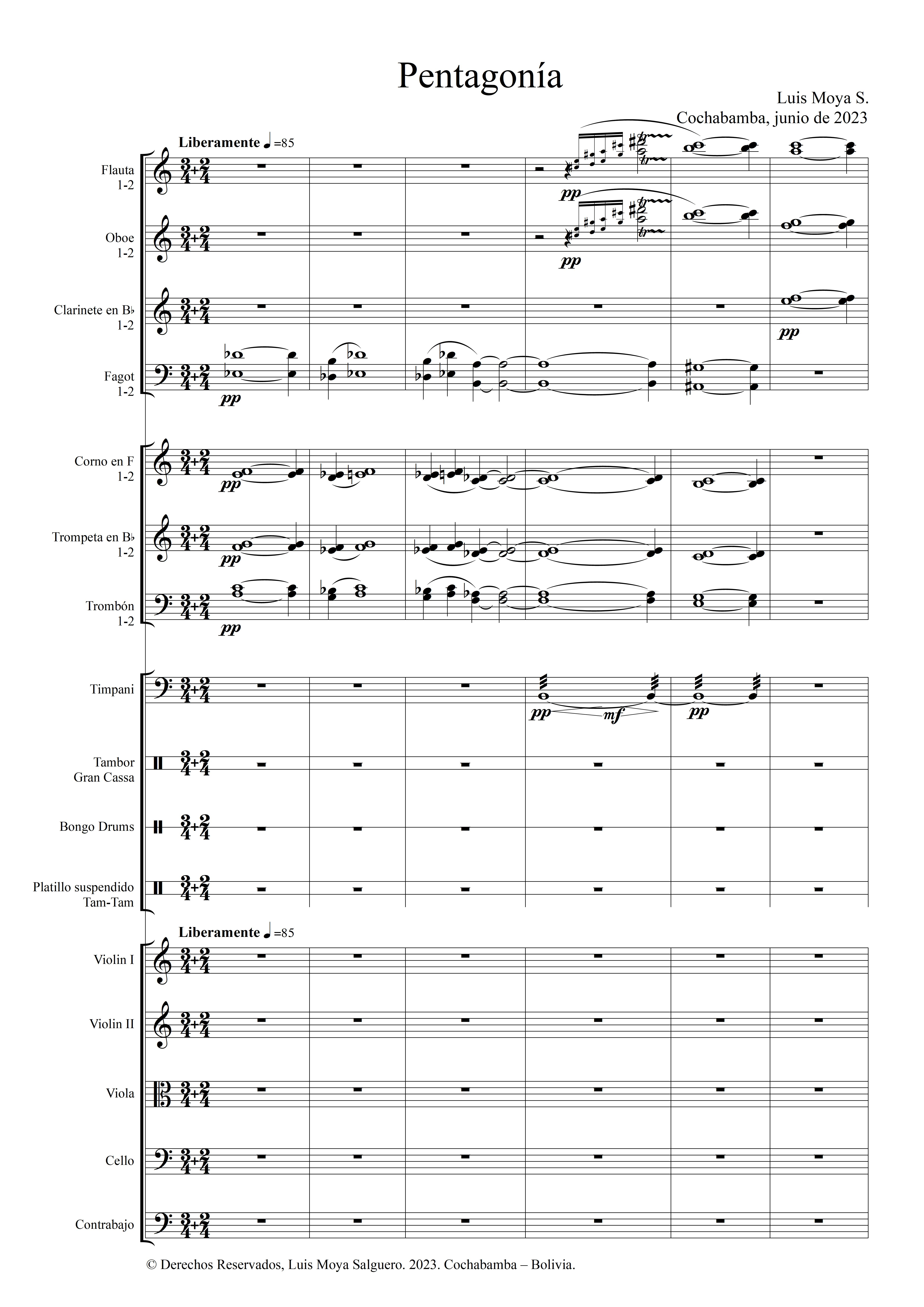
Fragmento de la obra para orquesta "Pentagonía" (2023)

El resultado de la multiplicación sistemática de los acordes es la generación de 30 acordes nuevos partiendo de las tríadas en estado fundamental. Serían otros 30 acordes si los generamos a partir de la 1.ª inversión y otros 30 acordes más a partir de la 2.ª inversión.
Este sistema cuenta con un 2.º y un 3.er desarrollo teórico que integra consecuencas melódicas, rítmicas, micro y macrofromales en la perspectiva de un desarrollo amplio de sus posibilidades sonoras aplicadas a la composición musical. En el último desarrollo formal se aobrda el problema de la composición fractal y algorítmica, cuyo resultado es la obra " Pentagonía".
[1] Este sistema —se organiza sobre las escalas pentatónicas básicas, la armonía excluye, por la construcción del sistema de 12 notas sobre las que trabajamos, al fa#, nota con la cual estaría completada la escala cromática de 12 sonidos, observación cuya solución podría, de manera artificial, emparentarla con algunas virtudes del dodecafonismo de A. Schoemberg. Tenemos una solución muy simple para esta ausencia. El acorde del IV (mi, si, mi#) debería poder usarse también con un fa#.

## Obras musicales

### Música de cámara
- "Ovejita blanca", Trio para niños (violín, violonchelo y piano) (2001)
- "Presagios de invierno", Suit para Trío (violín, violonchelo y piano) en cinco partes (2001)
- Sonata para guitarra (2002)
- "Resonando", para trío (violín, violonchelo y piano) (2002)
- "Epílogo", para piano y soprano. Con textos de Blanca Wiethüchter (2003)
- Cuarteto de cuerdas N° 1 (2009)
- Cuarteto de cuerdas N° 2 (2009)

- Cuarteto de cuerdas N° 3 (2009)

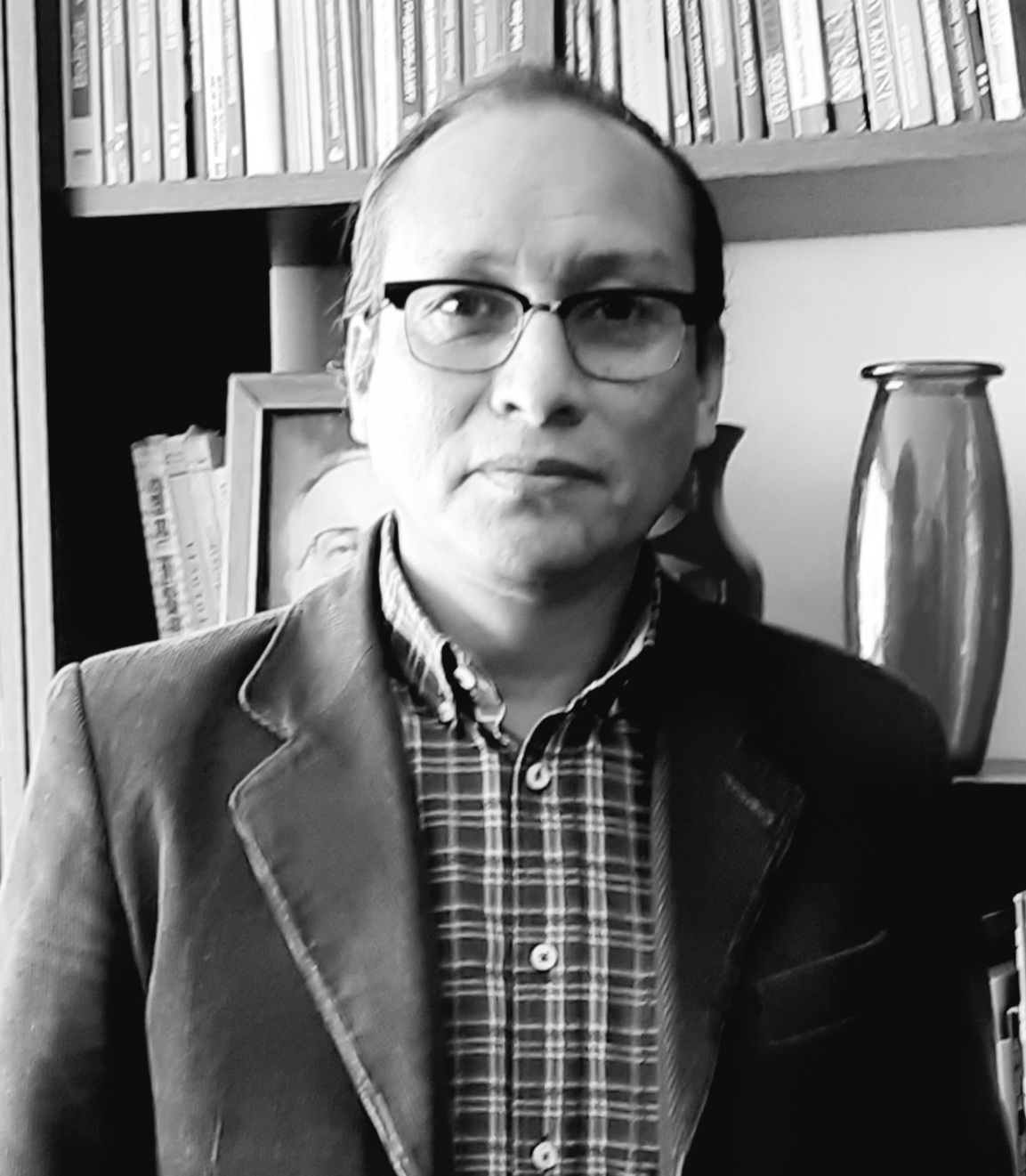
Luis Moya Salguero (1966) Compositor.

- Cueca N° 1, arreglo para piano y flauta
- Cueca N° 1, arreglo para trío (violín, violonchelo y piano)
- Cueca N° 1, arreglo para violín, violonchelo, piano y quena
- Scherzo N° 1 para orquesta de violonchelos (2019)
- Scherzo N° 2, para orquesta de violonchelos (2019)
- "Leyendas galeanas" I y II, para flauta y piano (2015)
- "Leyendas galeanas" III y IV, para ensamble (2015)
- Tres piezas para violín solo (2015)
- Ave María, para soprano, violonchelo y piano (2019)
- Tres piezas para violonchelo solo (2021)
- "A la tierra", para soprano y piano; texto del poema “Ahí voy” de Vilma Tapia (2023)
- "La gente se va…", para flauta, clarinete en Bb, corno en F, violín, chelo y piano (2023)
- "Los cuervos", para flauta, clarinete en Bb, violín, chelo y piano (2023)
- "Leyendas galeanas" V, para flauta, clarinete en Bb, violín, violonchelo y piano (2023) 
- "Amazonía, urgente", para flauta, clarinete en Bb, saxo alto, violín, violonchelo y piano (2023) 

### Obras para coro
- "Percoral" (para coro de niños) (2003) 
- "Mi árbol" (para coro de niños) (2003) 
- "Rosa blanca" (para coro de niños) (2003)
- "Una historia" (para coro de niños) (2003) 
- "Cuatro canciones para Antü", para coro mixto (2015)

### Obras pianísticas
- Cueca N° 1 (1998)
- Cueca N° 2 (2000)
- Cueca N° 3 (2000)
- Cueca N° 4 (2000)
- Cueca N° 5 (2005)
- Cueca N° 6 (2003)
- Cueca N° 7 "La mitad de mi vida" (2004)
- Cueca N° 8 "Luz de Rosa Malva" (2005)
- Variaciones para piano (2006)
- "Balada para mi niña" (2003; revisado 2013)
- Dos piezas pentacórdicas (2022)

### Música electroacústica
- "Viento y campanas" (2015)
- "Ciclos" I (2015)
- "Ciclos" II (2015)
- "Nubes" (2023)
- "Treno por la aridez" (2023)

### Obras orquestales
- "Ave María", para orquesta y soprano (1998)
- Hanac Pacha, para soprano y orquesta (1999)
- "Territorios I", para orquesta sinfónica (2003)
- "Territorios II", para orquesta sinfónica (2003).
- “El ángel y el fantasma”, para soprano y orquesta de cuerdas (2005)
- “Resonancias de invierno”, para orquesta sinfónica (2005)
- Concierto “Mondragón”, para piano y orquesta sinfónica, N° 1 (2007)
- Concierto N° 1, para flauta y orquesta sinfónica (2010)
- “Danza del trigo”, para orquesta de cámara (2011)
- Concierto para violín y orquesta sinfónica (2011)
- “De los ciclos de la luna”, para orquesta sinfónica (2012)
- “Apologías”, concierto para trío (violín, violonchelo y piano) y orquesta sinfónica, dedicado el Trío Apolo (2012)
- “Del Encuentro”, T’inku para orquesta sinfónica (2013)
- “Esperando”, Cueca N° 5, para orquesta sinfónica (2014)
- “Memorias del viento”, Concierto para clarinete y orquesta sinfónica (2015)
- “De sombras y de luz”, para soprano, narrador, coro mixto y orquesta sinfónica (2016)
- “Qan Urpirayku” (Por ti paloma), para coro mixto, percusión y orquesta de cámara (2017)
- Concierto N° 2, para flauta y orquesta sinfónica (2017)
- Concierto N° 2, para piano y orquesta sinfónica (2019)
- Concierto para corno y orquesta de cámara (2019)
- "Leyendas galeanas" III y IV, para ensamble (adaptación para orquesta) (2021)
- "Cantos para la unidad", para soprano, tenor, barítono, coro mixto, narrador y orquesta sinfónica (2021)
- "Enigma del agalma", para orquesta sinfónica (2023)
- "Pentagonía", para orquesta sinfónica (2023)

### Libros publicados
- Diagnóstico de necesidades y espacios de investigación en el medio regional en los campos de educación, desarrollo humano y social (Instituto de Investigaciones de la Facultad de Humanidades de la Universidad Mayor de San Simón, 2003)
- Música para Trío, Serie Compositores Bolivianos, N.º XXV (Agalma Ed.,2004)
- Ética y subjetivación de la muerte frente al dis-curso contemporáneo (Agalma Ed.,2004)
- Psicología, salud y medioambiente (Agalma Ed., 2006)
- Versiones sobre la juventud (Instituto de Investigaciones de la Facultad de Humanidades de la Universidad Mayor de San Simón, 2009)
- Invenciones sobre la sonoridad andina,Estudio patrimonial sobre el pensamiento estético musical de Alberto Villalpando (Agalma Ed., 2009)
- Sin privilegios, Horizonte de la formación musical superior en Cochabamba (Agalma Ed., 2019)

### Libros publicados en coautoría
- Aquí todos somos de todas partes” Narrativas juveniles desde el sud, Territorios e identidades (Instituto de Investigaciones de la Facultad de Humanidades de la Universidad Mayor de San Simón, 2009)
- El desafío de ser joven y vivir en la Zona Sud de Cochabamba, territorios e identidades (Instituto de Investigaciones de la Facultad de Humanidades de la Universidad Mayor de San Simón, 2013)
- Trayectorias y expectativas de los jóvenes del distrito 8 de la Zona Sud (Instituto de Investigaciones de la Facultad de Humanidades de la Universidad Mayor de San Simón, 2016)